# Krister Henriksson
Jan Krister Allan Henriksson  (født 12. november 1946) er en svensk skuespiller. Han er mest kendt for rollen af Kurt Wallander i den svensk tv-serie Wallander af forfatteren Henning Mankell.

## Biografi
Krister Henriksson fik sit gennembrud i 1973 på Stockholms stadsteater med titelrollen i Peer Gynt. I 1993 kom han til Stockholms Kongelige Dramatiske Teater (Dramaten). Han har fået den svenske filmpris Guldbagge for bedste mandlige hovedrolle to gange. I 1998 for sit portræt af en kræftramte skuespiller i filmen Veranda för en tenor og 2005 for Sex, hopp og kärlek. Begge film er instrueret af Lisa Ohlin. Han blev desuden belønnet med O'Neill stipendium. Han modtog også den svenske teaterpris Guldmasken for monologen Doktor Glas af Hjalmar Söderberg i 2007.
Han var medejer af Vasateatern i Stockholm og har undervist ved Teaterhögskolan i Stockholm i scenisk gestaltning. Han har indlæst den svenske udgave af lydbøger om Harry Potter.
Krister Henriksson lever sammen med den svenske skuespiller Cecilia Nilsson og bor i Stockholm. Han har to døtre og en søn.

## Filmografi (udvalg)
- 1980: Blomstrande tider
- 1989: 1939
- 1996: Juloratoriet
- 1996: Kalle Blomkvist – Mästerdetektiven lever farligt
- 1998: Veranda för en tenor
- 1999: Changing Directions
- 2000: Trolösa
- 2000: Juliane - dansk film. (Wilhelm, Ottos ven)
- 2001: Livvakterna
- 2001: Tsatsiki – vänner för alltid
- 2003: Reconstruction
- 2005: Sex hopp och kärlek
- 2005–2013: Wallander
- 2007: Solstorm
- 2011: Kyss mig